# Kotlina (Baraniec)

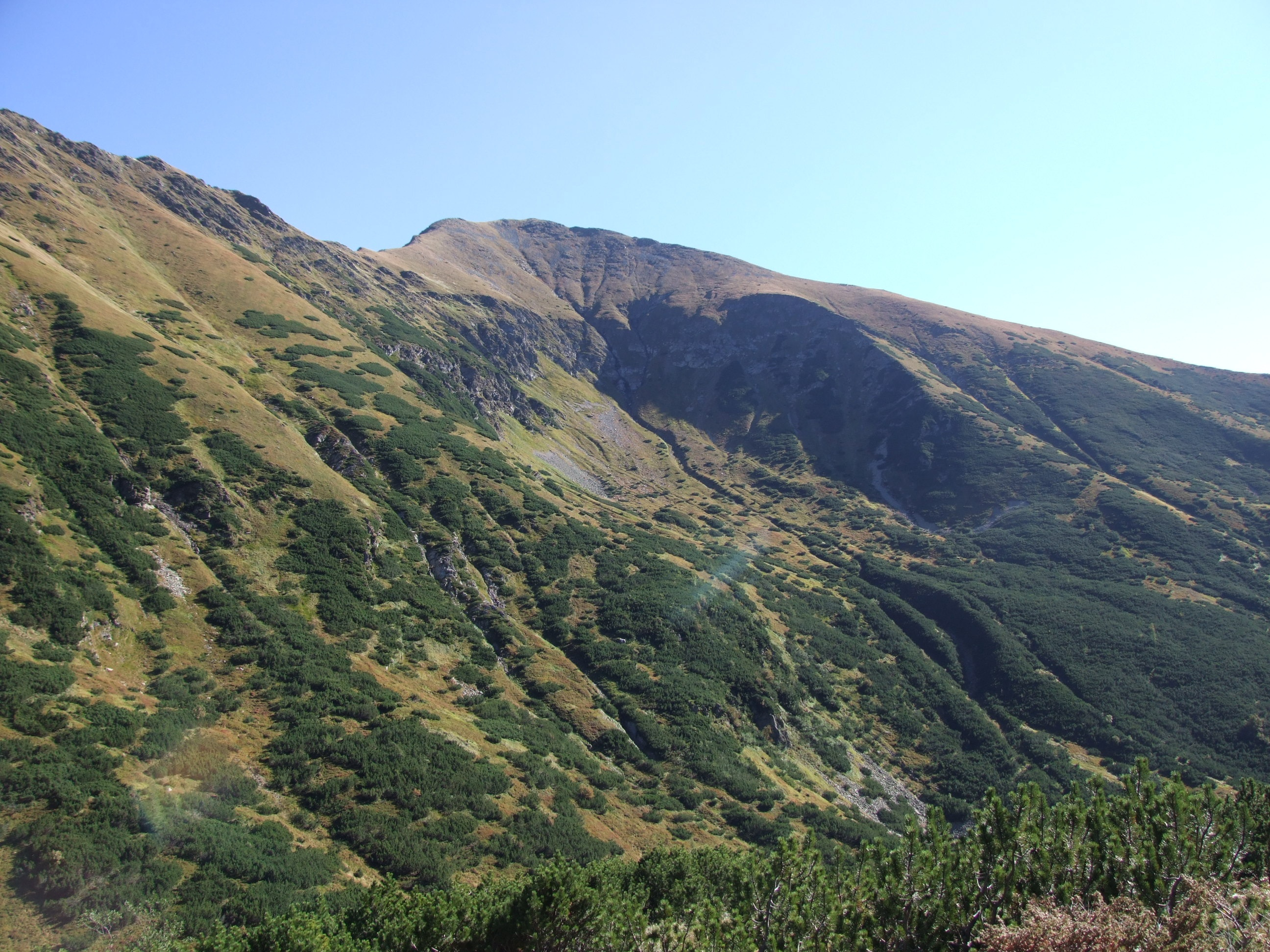
Północne stoki Barańca i Kotlina. Widok z Doliny Żarskiej

Kotlina – niewielki cyrk lodowcowy na północnych, opadających do Doliny Żarskiej stokach Barańca w słowackich Tatrach Zachodnich. Położony jest na wysokości około 1850–1950 m. Od południowej strony wznoszą się nad nim strome skały podsypane piargami, zaś od północnej do Doliny Żarskiej opada stromym i zarastającym kosodrzewiną zboczem. Zimą z Barańca przez Kotlinę schodzą lawiny. Nazwa jest pochodzenia ludowego, dawniej Dolina Żarska była bowiem intensywnie wypasana. Kocioł jest suchy, ale okresowo po większych opadach spod szczytu Barańca spływają nim potoki wody, która wyżłobiła już w stokach Barańca wyraźne koryta.